# Agraval
Agraval (Hindi अग्रवाल agravāl) ist eine indische Jati (Unterkaste) der Händler.
Die Agraval gehört zur Varna (Oberkaste) der Vaishyas, welche die dritte der traditionellen vier Kasten bildet. Sie stammen aus Rajasthan und haben sich von dort mit den Händlerkasten der Maheshvaris, Osvals, Khandelvals und Porvals in ganz Indien verbreitet. Unter ihnen gibt es neben Hindus auch Anhänger des Jainismus. Ob sich die Bezeichnung auf den nahe Ujjain gelegenen möglichen Ursprungsort Agar oder den mythischen Herrscher Agrasen aus der Suryavamsha-Dynastie bezieht, ist nicht geklärt. Laut einer weiteren Hypothese zur Wortherkunft könnte eine Verbindung zu Agra bestehen, welches nicht weit vom ursprünglichen Siedlungsgebiet der Agraval entfernt ist.

## Namensträger
Personen mit diesem Namen finden sich unter den Begriffsklärungsseiten Agrawal, Agarwal und Agarwala.